# Olenecamptus triplagiatus
Olenecamptus triplagiatus là một loài bọ cánh cứng trong họ Cerambycidae.